# 엑토르 트루히요
엑토르 비엔베니도 트루히요 몰리나(Rafael Bienvenido Trujillo Molina, 1908년 4월 6일 ~ 2002년 10월 19일)는 도미니카 공화국의 군인, 정치인이다. 40대 대통령이자 독재자 라파엘 트루히요의 동생이다.
도미니카 공화국의 37대, 39대 대통령을 지내며 31년 동안 독재자로 군림하던 라파엘 트루히요의 막내 동생으로 1930년 군에 입대하면서 정치적 영향력을 키우기 시작했고 장관에 오르기 전 소령이 되어 육군과 해군 양성에 힘썼다.
하지만 이후에는 돈과 연애에 빠져들었고 1952년 8월 16일 형 라파엘의 퇴임으로 40대 대통령 자리를 물려받았으나 사실상 라파엘의 꼭두각시로 1960년 8월 4일 사임을 요청해 퇴임했다.